# Notharchus hyperrhynchus
El bobo de collar (Colombia), buco de collar (México) o Juan bobo cuello blanco (Venezuela) (Notharchus hyperrhynchus), también denominado buco picogordo occidental, es una especie de ave galbuliforme perteneciente al género Notharchus que integra la familia Bucconidae. Es nativa del Neotrópico.

## Descripción
Mide 25 a 26 cm de longitud. Frente blanca; corona y banda sobre el ojo negras ; garganta, nuca y cuello blancos; faja pectoral negra; vientre blanco con los flancos con estrías negras; alas, cola y partes superiores negras escamadas de blanco; pico grande y negro. El iris es castaño. Las patas son negruzcas.

## Distribución y hábitat
Se distribuye desde el sur de México, en Centroamérica, en Guatemala, Belice, Honduras, Nicaragua, El Salvador, Costa Rica, Panamá, y hasta el occidente de Colombia y Ecuador y la Amazonia, incluidos el oriente del Perú, Bolivia, Brasil, y nororiente de Venezuela. Ver detalles en Subespecies.

Se encuentra en el bosque húmedo y los bordes del bosque, principalmente en el dosel, aunque puede descender a los niveles medio y bajo; también en claros arbolados, manglares y plantaciones, por debajo de los 700 m de altitud.

## Comportamiento

### Alimentación
Se alimenta de insectos y otros artrópodos, lagartijas y a veces de material vegetal. Sigue las hormigas guerreras para aprovechar las presas que escapan.

### Reproducción
Para nidificar, la pareja cava una galería en suelo accidentado, barrancos o en nidos de termitas; la galería desciende suavemente hasta la cámara de incubación. La hembra pone 2 a 3 huevos blancos y brillantes.

### Vocalización
Secuencias de silbidos descendientes melódicos a menudo trisílabos, a veces ascendientes y acelerados y a veces descendientes, en alteraciones sorprendentes en el ritmo, ui-ui-dibüle ... dibüle-dibüle ... y llamados ronco pero también melodiosos.

## Sistemática

### Descripción original
La especie N. hyperrhynchus fue descrita por primera vez por el ornitólogo británico Philip Lutley Sclater en 1856 bajo el nombre científico Bucco hyperrhynchus.

### Taxonomía
Durante un tiempo fue considerada una subespecie, grupo politípico, de Notharchus macrorhynchos, bajo el nombre común buco cuello blanco, pero los dos difieren en tamaño (N. hyperrhynchus con pico más grande que N. macrorhynchos), en el plumaje (entre otros, N. hyperrhynchus tiene menos negro en los flancos y más blanco que la frente que N. macrorhynchos) y en el canto, que en N. hyperrhynchus es nuy fino para un ave de su tamaño, de acuerdo con Rassmusen y Collar 2002.  En consecuencia, fueron separadas en dos especies por el South American Classification Committee (SACC) American Ornithologists' Union, en 2004, mediante la aprobación de la Propuesta n.º 125. De esta forma, N. macrorhynchos quedó monotípica.

### Subespecies
Según la clasificación Clements Checklist 6.9, se reconocen 3 subespecies, con su correspondiente distribución geográfica:
- Notharchus hyperrhynchus hyperrhynchus (Sclater, PL, 1856) - sur de México (Oaxaca) hacia el sur hasta el norte y noreste de Venezuela, y al sur hasta Colombia, Ecuador, este del Perú, norte de Bolivia y oeste de Brasil (al este hasta el Río Tapajós y al sur hasta Mato Grosso).
- Notharchus hyperrhynchus cryptoleucus van Rossem, 1934 - tierras bajas del Pacífico de El Salvador y noroeste de Nicaragua.
- Notharchus hyperrhynchus paraensis Sassi, 1932 - bajo Río Amazonas en Brasil (Pará al este del Tapajós y norte de Maranhão).

El Congreso Ornitológico Internacional (IOC) (Versión 5.1, 2015) no considera cryptoleucus y la incluye en la nominal.